# Baker City Tower
Der Baker City Tower oder Baker Tower (ursprünglich Baker Community Hotel, dann Baker Hotel) ist das höchste Bauwerk Oregons östlich der Kaskadenkette. Es befindet sich in Baker City. Das 1929 im Stil des Art déco errichtete Bauwerk ist neun Stockwerke hoch. Es gehört zum Baker Historic District und ist in das National Register of Historic Places eingetragen. Das Gebäude wurde entworfen von der Filiale in Portland des Architekturbüros Tourtellotte & Hummel. Der Generalbauunternehmer war John Almeter aus Portland und das Dach wurde konstruiert von Cook & Emele aus Baker City.

## Erbauung

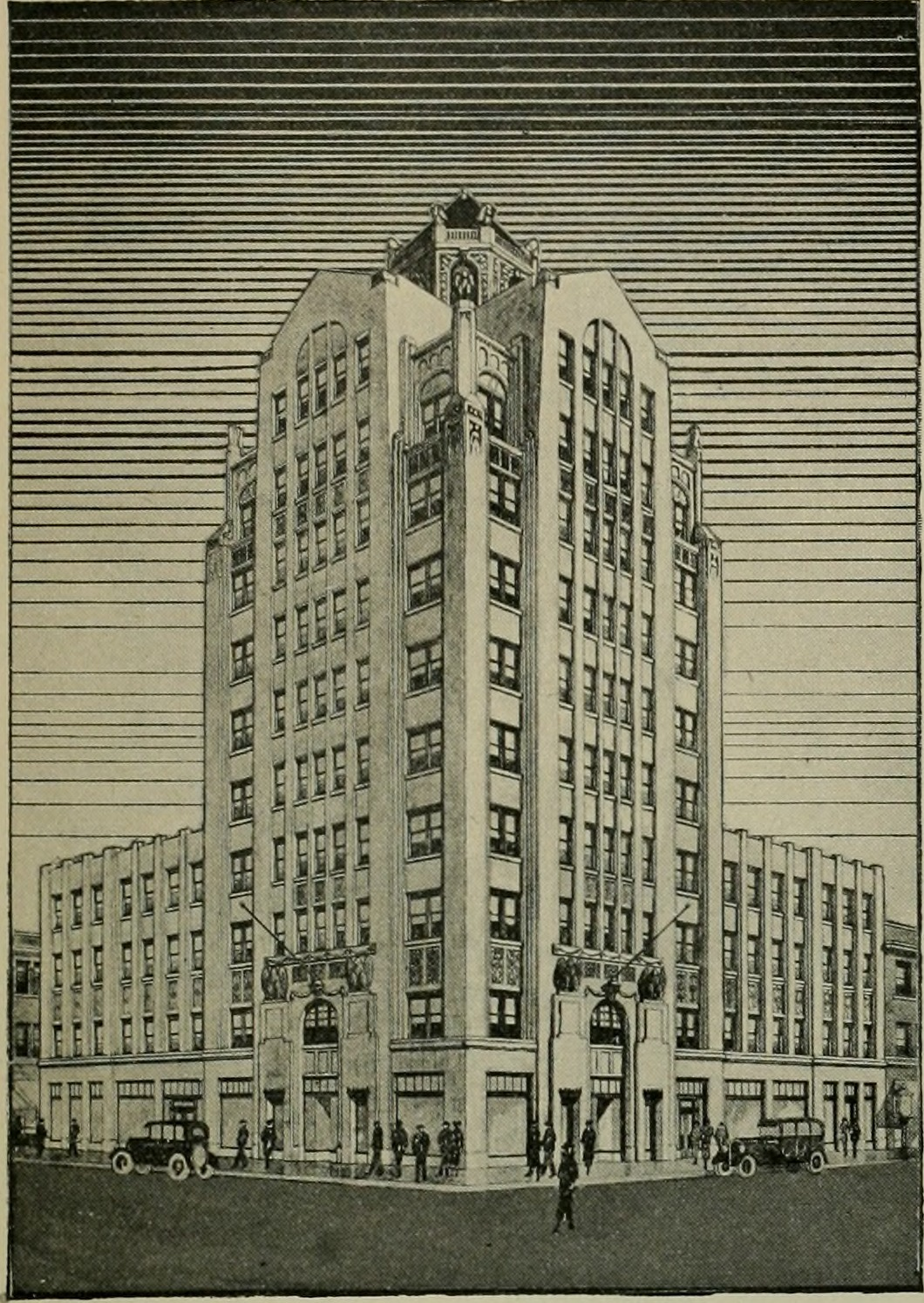
Das Bauwerk im Jahre 1930

Ein früheres Bauwerk an der Stelle beherbergte auch den ersten Mietstall in Baker City, wurde jedoch abgerissen, um Platz für den Hotelneubau zu schaffen. Das Bauwerk besteht aus Beton. Der Haupteingang ist zur Main Street gerichtet, ein Nebeneingang besteht an der Auburn Avenue. Auf dem Dach sitzt eine achteckige Kuppel mit Satteldach und einem Flaggenmast auf der Spitze. Die Kuppel war als Aussichtszentrum konzipiert, von wo aus der Blick über das Powder River Basin und die Elkhorn Mountains reicht. Die Fenster waren ursprünglich zweiflüglige Aufschiebfenster. Zu den dekorativen Elementen wie Girlanden und Schnörkel aus Beton, Paare von 1,2 m weiten Adlern aus Terracotta am Eingang und Urnen an den Ecken des achten Stockwerks.
Das Hotel wurde erbaut, um Fernreisenden mit dem Automobil zu dienen, was in den 1920er Jahren mehr und mehr üblich wurde. Diese benötigten keine Bahnhofsnähe. Es war geplant als kommunales Hotel, als Vermögen der Kommune und als Investition. Die örtliche Bevölkerung war so „finanziell und emotionell in den Erfolg des Projekts involviert“. Das Hotel gehörte ursprünglich 300 Einwohnern der Stadt, die Anteile erwarben; diese Anteile waren preislich für viele der Einwohner erschwinglich und überstanden die Weltwirtschaftskrise, ohne dass die Eigentümer finanzielle Einbußen erlitten. Das Hotel war nahe daran, wegen seiner Pachtverpflichtungen zu scheitern und beantragte 1936 die Eröffnung eines Vergleichsverfahrens, doch die Anteilshalter lehnten den Plan ab. Die Verbindlichkeiten wurden refinanziert und verringert, teilweise durch ein Darlehen der Reconstruction Finance Corporation. Die Zinsaufwendungen wurden um 50 Prozent reduziert, sodass das Hotel solvent blieb. In dem Hotel wurden National Conventions abgehalten, und dem Hotelrestaurant wurde zugeschrieben, „der beste Platz zum Essen im östlichen Oregon“ zu sein. Die ursprünglichen Anteilseigner verkauften das Gebäude 1946, nachdem sich mehr als 60 Prozent darauf einigten, und zu dem Zeitpunkt wurde das Wort „Community“ aus dem Namen entfernt.

## Umbau
Das Hotel hatte ursprünglich 82 Zimmer und war von seiner Eröffnung am 24. August 1929 bis Ende der 1960er Jahre in Betrieb. Dann wurde es in einer Zwangsversteigerung veräußert. A.C Lighthall, der seit 1961 Eigentümer des Hotels war, verkaufte es zweimal an Unternehmer, die es weiterbetrieben, aber mit der Zahlung der Raten in Rückstand gerieten, sodass es an Lighthall zurückfiel. Lighthall schloss das Hotel am 1. Januar 1969. Es blieb fast zwei Jahre ohne Nutzung, dann wurde es an einen Investor verkauft, der es für das „größte und beste Gebäude in ganz Baker [City]“ hielt.} Es wurde 1972 umgebaut, in ein Restaurant im ersten Stock; das zweite, neunte und zehnte Stockwerk wird seitdem von Händlern genutzt und in den anderen Etagen entstanden Wohnungen. Elf Räume im zweiten Stock blieben Unterkünfte für die Übernachtung. Die restlichen Wohnungen wurden in Wohnungen mit einem oder zwei Schlafzimmern umgewandelt.
Im Jahr 1992 war das Gebäude abgewirtschaftet. Für 1,2 Millionen US-Dollar wurde es in ein Seniorenheim umgewandelt.
Im Rahmen einer Renovierung wurde 1999 ein neuer Fahrstuhl eingebaut, mit Klimatechnik, Sprinkleranlage und neuen Fenstern ausgestattet. Später wurden Art-déco-Details wiederhergestellt und das Gebäude wurde mit Lichtwellenleitern ausgestattet, um es als Büroräume von High-Tech-Unternehmen nutzbar zu machen. Nach der Instandsetzung 2001 wurde das Bauwerk neu konfiguriert, mit Handels- und Büroräumen in den unteren fünf Etagen und Wohnungen in den oberen Stockwerken.

## Verschiedenes
Filmcrew und Schauspieler des 1967 gedrehten Filmmusikals Westwärts zieht der Wind mit Lee Marvin, Clint Eastwood und Jean Seberg waren während der Außendreharbeiten, die unweit von Baker City stattfanden, in dem Hotel untergebracht. Das Hotel war so bis kurz vor seiner Schließung fast vollständig ausgebucht.